# Jeran
Jeran  je priimek v Sloveniji, ki ga je po podatkih Statističnega urada Republike Slovenije na dan 1. januarja 2010 uporabljalo 126 oseb.

## Znani nosilci priimka
- Boštjan Jeran (*1977), šahist
- Edi Jeran, mornariški častnik
- Fran Jeran (1881—1954), matematik, šolnik
- Luka Jeran (1818—1896), misijonar, pesnik, nabožni pisec in urednik
- Marko Jeran (*1947), strojnik, jedrski strok.?
- Martin Jeran, zborovodja
- Matjaž Jeran (*1980), športni plezalec
- Milan Jeran (1913—81), gradbenik
- Rudolf Jeran, prevajalec
- Zvonka Jeran, biologinja, radioekologinja